# Ringgau
Ringgau település Németországban, Hessen tartományban. Lakosainak száma 2842 fő (2023. december 31.).

## Népesség
A település népességének változása:
| Lakosok száma | 2924 | 2884 | 2875 | 2868 | 2842 |
|               | 2017 | 2019 | 2021 | 2022 | 2023 |